# Emiliano Mercado del Toro
Emiliano Mercado del Toro (Cabo Rojo, 21 agosto 1891 – Isabela, 24 gennaio 2007) è stato un supercentenario e militare portoricano che detenne il primato di persona vivente più longeva al mondo per sei settimane, dall'11 dicembre 2006, data del decesso della 116enne statunitense Elizabeth Bolden, fino al giorno della sua stessa morte. Fu inoltre la persona di sesso maschile più longeva dal 19 novembre 2004, data del decesso del 113enne statunitense Fred Hale, fino al giorno della sua stessa morte.
Deceduto all'età di 115 anni e 156 giorni, Mercado del Toro risultava all'epoca la seconda persona di sesso maschile più longeva di sempre, la cui età sia tuttora considerata attendibile, dietro ad un altro 115enne, lo statunitense di origini danesi Christian Mortensen (1882-1998, morto a 115 anni e 252 giorni); nel 2007, però, era ancora giudicato attendibile il caso di Shigechiyo Izumi, un giapponese morto alla presunta età di 120 anni, caso screditato solo nel 2010. Attualmente Mercado del Toro, oltre ad occupare la 51ª posizione della classifica generale della longevità, è ufficialmente il terzo uomo più longevo di sempre, dietro al giapponese Jirōemon Kimura (1897-2013, vissuto 116 anni e 54 giorni) e allo stesso Mortensen.

## Biografia
Emiliano, in famiglia sovente chiamato "Emilio", nacque a Cabo Rojo, a Porto Rico (che all'epoca era una colonia spagnola), figlio di Delfín Mercado Cáceres e Gumercinda del Toro Padilla (i quali ebbero un altro figlio alcuni anni dopo). Lavorò nei canneti fino a 81 anni. Non si sposò mai, ma dichiarò di aver avuto tre relazioni sentimentali nel corso della propria vita.

## Riconoscimenti
Mercado attirò l'attenzione dei ricercatori per la prima volta nel 2001, quando si diffuse la notizia che ad un raduno di veterani a Porto Rico fosse presente un uomo di 110 anni. A seguito di ciò gli studiosi della longevità cercarono di rintracciarlo, ma solo dopo la morte del 113enne Fred Hale nel novembre 2004 (all'epoca era la persona vivente di sesso maschile più longeva) si iniziarono a studiare i documenti anagrafici di Mercado del Toro: egli divenne il decano vivente maschile dell'umanità e il suo caso risultò supportato da un buon numero di documenti e certificati: quelli relativi al battesimo, il certificato di nascita, la menzione della sua età in un censimento del 1910 e una tessera identificativa da veterano. Nel gennaio 2005, il Guinness dei Primati riconobbe Mercado del Toro come l'uomo vivente più longevo al mondo.
Emiliano aveva 27 anni quando, nell'ottobre 1918, venne reclutato nell'esercito statunitense per prestare servizio nell'ambito della prima guerra mondiale. Egli è la persona più longeva di sempre ad aver servito l'esercito del proprio Paese (Emiliano superò il record dell'italiano Antonio Todde, deceduto nel 2002 all'età di 112 anni e 346 giorni), in quanto, quando l'armistizio di Compiègne fu firmato l'11 novembre 1918, Emiliano si trovava già in un campo di addestramento a Panama. Mercado fu congedato un mese dopo, sempre all'età di 27 anni.
Nel 1993 venne insignito dall'allora presidente degli Stati Uniti Bill Clinton della medaglia di commemorazione del 75º anniversario della tregua che portò a conclusione la prima guerra mondiale.

## Vecchiaia e morte
All'età di 102 anni, Mercado del Toro cadde e ciò gli compromise in parte la funzionalità dell'anca; di conseguenza, non più autonomo, dovette trasferirsi da Cabo Rojo alla casa di Isabela della nipote 85enne, che da quel momento se ne prese cura. Il sindaco di Isabela dichiarò che una casa di riposo della cittadina sarebbe stata rinominata in onore di Emiliano.
Mercado ricordava con lucidità il momento dell'invasione di Porto Rico da parte delle truppe statunitensi nel 1898, nel contesto della guerra ispano-americana, così come la battaglia che pose fine all'egemonia coloniale spagnola nelle Americhe. Ha sempre attribuito la sua longevità al funche, piatto tipico portoricano a base di mais bollito, merluzzo e latte cremoso che consumava regolarmente ogni giorno. Inoltre, riteneva che il suo spiccato senso dell'umorismo avesse contribuito a preservarlo in ottima salute fino in età estrema. Non parlò mai esplicitamente della sua vita sentimentale, ma in alcuni casi vi fece riferimento in modo umoristico: in una delle molte interviste rilasciate ai mass media portoricani, dichiarò di essere stato a 82 anni nel bordello di proprietà di Isabel Luberza Oppenheimer, detta "Isabel la Negra", il giorno in cui quest'ultima venne uccisa a colpi di pistola. Alla domanda su cosa ci facesse in quel postribolo, Mercado rispose: "stavo pregando: o quantomeno, iniziai a farlo quando vidi i proiettili volare".
Gli ultimi due suoi compleanni vennero celebrati nella città di Isabela e catturarono l'attenzione dei media; Mercado ricevette le congratulazioni da veterani di guerra ed altre persone per via della sua lucidità e della sua buona condizione fisica, tuttavia si dimostrò apprezzare soprattutto la visita della famosa artista di cabaret portoricana Iris Chacón. In un'intervista, Mercado dichiarò di essere un grande fan dell'artista e, in particolare, del suo fondoschiena. In occasione del 114º compleanno, La Chacón fece visita a Mercado: quest'ultimo, che all'epoca aveva già seri problemi di vista e di udito, dimostrò di aver apprezzato molto l'incontro. Mercado e Iris Chacón si incontrarono anche il giorno del 115º compleanno di Emiliano.
Dopo il decesso, avvenuto in 24 gennaio 2007, Mercado fu sepolto al Cementerio Municipal San Martín de Porres nella sua città natale di Cabo Rojo, vicino a vari sindaci del paese, legislatori e altri veterani di guerra. Il decesso di Emiliano Mercado del Toro permise alla statunitense Emma Tillman di diventare decana dell'umanità, titolo che detenne solo 4 giorni (morì, infatti, il 28 gennaio 2007). Il titolo di decano maschile dell'umanità passò invece al giapponese Tomoji Tanabe, allora 111enne (raggiunse poi i 113 anni, morendo nel 2009).